# 43 î.Hr.
Anul 43 î.Hr. (XLIII î.Hr.) a fost un an obișnuit al calendarului iulian.

## Evenimente
- Al doilea triumvirat, încheiat între Octavian, Marc Antoniu și Lepidus.

## Nașteri
- 20 martie: Ovidiu (Publius Ovidius Naso), poet roman (d. 17 d.Hr.)

## Decese
- 15 martie: Iulius Cezar general și dictator roman (n. 100 î.Hr.)
- dată necunoscută: Decimus Brutus  (n. 85 î.Hr.)
- dată necunoscută: Atia Balba Caesonia  (n. 85 î.Hr.)